# Hemileucinae
De Hemileucinae zijn een onderfamilie van vlinders uit de familie nachtpauwogen (Saturniidae).

## Geslachten
- Adetomeris
- Ancistrota
- Arias
- Auroraia
- Austrolippa
- Automerella
- Automerina
- Automeris
- Automeroides
- Automeropsis
- Automerula
- Callodirphia
- Catacantha
- Catharisa
- Catocephala
- Cerodirphia
- Cinommata
- Coloradia
- Dihirpa
- Dirphia
- Dirphiella
- Dirphiopsis
- Erythromeris
- Eubergia
- Eubergioides
- Eudyaria
- Euleucophaeus
- Gamelia
- Gamelioides
- Heliconisa
- Hemileuca
- Hera
- Hidripa
- Hirpida
- Hispaniodirphia
- Hylesia
- Hylesiopsis
- Hyperchiria
- Hyperdirphia
- Hypermerina
- Ithomisa
- Kentroleuca
- Lemaireodirphia
- Leucanella
- Lonomia
- Manodirphia
- Meroleuca
- Meroleucoides
- Mexicantha
- Micrattacus
- Molippa
- Namuncuraia
- Ormiscodes
- Paradirphia
- Parancistrota
- Periga
- Perigopsis
- Periphoba
- Phidira
- Phricodia
- Plateia
- Polythysana
- Prohylesia
- Pseudautomeris
- Pseudodirphia
- Pseudohazis
- Rhodirphia
- Thauma
- Travassosula
- Xanthodirphia